# 젠더사이드
젠더사이드(Gendercide)란 여성, 또는 남성의 특정 성별자에 대한 조직적인 살해를 뜻하는 신조어이다. 이 용어는 중립적인 표현으로 사용되나, 여성주의자는 주로 여성에 대한 살해라는 의미로 사용하였다. 그러나 후에 남성에 대한 살해에 대해서도 사용하게 되었다.

## 페미사이드(여성 살해)
페미사이드란 여성이 여성이란 이유로 살해당함을 말한다. 페미사이드는 주로 성범죄에서 자주 일어난다.
연쇄 살인 사건이 빈발하는 미국의 경우, 1985년부터 2010년까지 살인 피해자의 단 22%만 여성이었지만, 연쇄 살인의 경우 피해자의 70%를 여성이 차지하였다.
이것은 1820년대 이래로 증언되었다. 동어원인 에스파냐어의 Feminicide 또는 feminicidio는 국가가 지원한 여성 살해를 뜻한다. 이 용어의 사용은 멕시코의 시우다드후아레스 연쇄살인사건과 과테말라의 과테말라시티에서 발생한 살인사건 등의 여성 대상 연쇄 살인 사건에서 해당 국가 국가적 차원에서 범죄 조사에 매우 비협조적으로 나온 데서 기인한다. 많은 여성이 성폭행 후 살해되었고, 일부 여성은 고문, 수족 절단 등의 잔혹 행위를 당했다. 2004년부터 2005년 사이에 과테말라에서 희생된 여성 500명 중 약 20%는 레즈비언이라는 이유로 살해당했다. 캐나다에서는 원주민 여성의 실종이 페미사이드와 연관이 있으리라 여겨지는데, 당국에 보고된 500명 이상의 원주민 여성의 실종은 백인 여성과 비교했을 때, 비정상적으로 높은 수치였다. 사회과학적 연구에 따라, 원주민 여성의 낮은 사회적 지위와 경제적 빈곤, 인종적 편견이 실종과 무관하지 않음을 알게 되었다. 상당수의 실종 여성은 성매매 여성이었으며, 이들의 범죄 피해는 국가의 정당한 관심과 조사를 받지 못한 채, 실종으로 남았다.
캐나다 원주민 여성 살해에 대한 국제적 주의가 환기된 것은 1971년에 일어난 크리족 여성 헬렌 베티 오스번의 피살 이후였다.
동아시아 국가에서는 전통적인 남아선호사상 사상에 따라 태아 성감별이 이루어지고 있으며, 이에 따라 상당수 여성으로 감별된 태아가 낙태 수술로 제거(살해)되어, 남녀 성비의 불균형을 초래하고 있다.

## 안드로사이드(남성 살해)
남성 살해는 거의 대부분 전시에 적의 잠재적인 병력수를 줄이기 위해 발생했다. 최근의 대표적인 사례가 사담 후세인이 쿠르드족을 학살한 1988년 안팔 사건이나, 1995년 보스니아 내전의 와중에 발생한 스레브레니차 학살이다. 두 경우 모두 성인 남성 및 잠재적 전투원이 될 가능성이 있는 소년이 살해되었다. 또한 고대 전쟁의 사후 처리시에도 남성은 죽임을 당하는 경우가 많았다. 전근대시대의 한국의 경우, 반란에 해당하는 역모죄에 연루되거나 역모죄로 몰린 집안의 남성은 거세나 죽음을 면치 못했다.

## 같이 보기
- 사라진 여성
- 제노사이드